# Helixanthera scoriarum
Helixanthera scoriarum là một loài thực vật có hoa trong họ Loranthaceae. Loài này được (W.W. Sm.) Danser mô tả khoa học đầu tiên năm 1929.